# 清水郵便局 (和歌山県)
清水郵便局（しみずゆうびんきょく）は、和歌山県有田郡有田川町にある郵便局。民営化前の分類では集配特定郵便局であった。

## 概要
住所：〒643-0599 和歌山県有田郡有田川町清水415-3

## 沿革
- 1993年（平成5年）3月22日 - 城山郵便局から集配業務を移管。
- 2007年（平成19年）2月13日 - 押手郵便局から集配業務を移管。同時にゆうゆう窓口（郵便時間外窓口）廃止と配達センター局へ移行を実施。
- 2007年（平成19年）10月1日 - 民営化に伴い、併設された郵便事業湯浅支店清水集配センターに一部業務を移管。
- 2012年（平成24年）10月1日 - 日本郵便株式会社発足に伴い、郵便事業湯浅支店清水集配センターを清水郵便局に統合。

## 取扱内容
- 郵便、印紙、ゆうパック、内容証明
- 貯金、為替、振替、振込、国際送金、国債
- 生命保険、バイク自賠責保険
- ゆうちょ銀行ATM
- 「643-05xx」「643-06xx」区域（旧清水町一部地域と旧花園村一部地域）の集配業務

## 風景印
- 図案は、和紙の里・清水を望むあらぎ島と紙漉き風景。局名表記は「和歌山　清水」
- 使用開始日は1987年（昭和62年）11月3日

## 周辺
- 有田川町立八幡中学校
- 和歌山県立有田中央高等学校清水分校
- 有田川町役場清水行政局
- しみず温泉
- 有田川

## アクセス
- 駐車場なし